# Hans Terofal
Hans Terofal (10 de abril de 1923 - 16 de mayo de 1976) fue un actor de nacionalidad alemana.

## Biografía
Su verdadero nombre era Hans Seitz, y nació en Munich, Alemania, siendo su padre el director cinematográfico Franz Seitz, Sr., y su madre la actriz Anni Terofal, la cual era hija de Xaver Terofal, fundador del Bauerntheater de Schliersee. Su hermano fue el productor y director Franz Seitz, Jr..
Entre 1967 y 1975 actuó en muchas películas interpretando papeles cómicos. Fue sobre todo conocido por su papel del bedel Bloch en la serie de películas Die Lümmel von der ersten Bank. 
Terofal tuvo dos hijos, y fue un gran aficionado a las carreras hípicas de trote. Hans Terofal, con problemas asmáticos y cardiacos sobre un fondo alcohólico, entró en coma en marzo de 1976, falleciendo, sin haber recuperado el conocimiento, el 16 de mayo de ese año en el hospital Klinikum Großhadern de Munich. Fue enterrado en el cementerio de Schliersee. 

## Filmografía
| - 1942: Die Erbin vom Rosenhof - 1951: Die Alm an der Grenze - 1951: Der letzte Schuß - 1951: Die Martinsklause - 1952: Die schöne Tölzerin - 1952: Der weißblaue Löwe - 1953: Die Nacht ohne Moral - 1956: Manöverball - 1957: Almenrausch und Edelweiß - 1958: Die grünen Teufel von Monte Cassino - 1962: Der verkaufte Großvater - 1962: Muß i denn zum Städtele hinaus - 1964: Lausbubengeschichten - 1964: Die schwedische Jungfrau - 1965: Die Pfingstorgel - 1965: Die fromme Helene - 1965: Tante Frieda – Neue Lausbubengeschichten - 1966: Onkel Filser – Allerneueste Lausbubengeschichten - 1967: Der Kommandant von Molinette\|Fast ein Held - 1967: Wenn Ludwig ins Manöver zieht - 1968: Die Lümmel von der ersten Bank 1 − Zur Hölle mit den Paukern - 1968: Die Lümmel von der ersten Bank 2 − Zum Teufel mit der Penne - 1968: Komm nur, mein liebstes Vögelein - 1969: Die Lümmel von der ersten Bank 3 − Pepe, der Paukerschreck - 1969: Die Lümmel von der ersten Bank 4 − Hurra, die Schule brennt! - 1969: Dr. med. Fabian – Lachen ist die beste Medizin - 1969: Heintje – Ein Herz geht auf Reisen - 1969: Klassenkeile - 1969: Charley’s Onkel | - 1969: Ludwig auf Freiersfüßen - 1970: Das Glöcklein unterm Himmelbett - 1970: Das kann doch unsren Willi nicht erschüttern - 1970: Die Lümmel von der ersten Bank 5 − Wir hau'n die Pauker in die Pfanne - 1970: Wenn die tollen Tanten kommen - 1971: Das haut den stärksten Zwilling um - 1971: Die Kompanie der Knallköppe - 1971: Die Lümmel von der ersten Bank 6 − Morgen fällt die Schule aus - 1971: Die tollen Tanten schlagen zu - 1971: Rudi, benimm dich! - 1971: Tante Trude aus Buxtehude - 1971: Unser Willi ist der Beste - 1971: Außer Rand und Band am Wolfgangsee - 1971: Willi wird das Kind schon schaukeln - 1972: Der Schrei der schwarzen Wölfe - 1972: Die Lümmel von der ersten Bank 7 − Betragen ungenügend! - 1972: Die dressierte Frau - 1972: Gran duelo al amanecer - 1972: Dressurakt für wilde Mädchen - 1972: Mausefalle für zwei schräge Vögel - 1972: Trubel um Trixie - 1973: Blau blüht der Enzian - 1973: Crazy – total verrückt - 1973: Frau Wirtins tolle Töchterlein - 1973: Schwarzwaldfahrt aus Liebeskummer - 1974: Alpenglühn im Dirndlrock - 1974: Auf der Alm, da gibt’s koa Sünd - 1974: Wenn Mädchen zum Manöver blasen - 1975: Champagner aus dem Knobelbecher - 1975: Der kleine Schwarze mit dem roten Hut |